# Утчанське
Утча́нське (рос. Утчанское) — село у складі Петуховського округу Курганської області, Росія.
Населення — 61 особа (2010, 113 у 2002).
Національний склад станом на 2002 рік:
- росіяни — 93 %